# Dmitri Fomine
Pour les articles homonymes, voir Fomine.
Dmitri Aleksandrovitch Fomine (en russe : Дми́трий Алекса́ндрович Фоми́н) est un ancien joueur russe de volley-ball né le 21 janvier 1968 à Sébastopol. Il mesurait 2,00 m et joue attaquant. Il totalise 119 sélections en équipe de Russie.

## Clubs
| Club                 | De        | À         |
| -------------------- | --------- | --------- |
| VK Lokomotiv Kiev    | 1986-1987 | 1988-1989 |
| CSKA Moscou          | 1989-1990 | 1991-1992 |
| Porto Ravenne Volley | 1992-1993 | 1995-1996 |
| Sisley Volley        | 1996-1997 | 2001-2002 |
| Toray Arrows         | 2002-2003 | 2002-2003 |
| Zenit Kazan          | 2003-2004 | 2005-2006 |

## Palmarès
- Ligue mondiale
  - Finaliste : 1993
- Championnat d'Europe (1)
  - Vainqueur : 1991
- Championnat d'Italie (3)
  - Vainqueur : 1998, 1999, 2001
- Ligue des champions (5)
  - Vainqueur : 1991, 1993, 1994, 1999, 2000
  - Finaliste : 1995, 2001
- Coupe de la CEV (1)
  - Vainqueur : 1998
  - Finaliste : 1996
- Supercoupe d'Europe (2)
  - Vainqueur : 1992, 1993
- Championnat d'Italie (3)
  - Vainqueur : 1998, 1999, 2001
  - Finaliste : 1997, 2002
- Championnat d'URSS (2)
  - Vainqueur : 1990, 1991
- Coupe de Russie (1)
  - Vainqueur : 2004
- Coupe d'Italie (1)
  - Vainqueur : 2000
  - Finaliste : 1999, 2001
- Supercoupe d'Italie (3)
  - Vainqueur : 1998, 2000, 2001
  - Perdant : 1999